# 丸都城

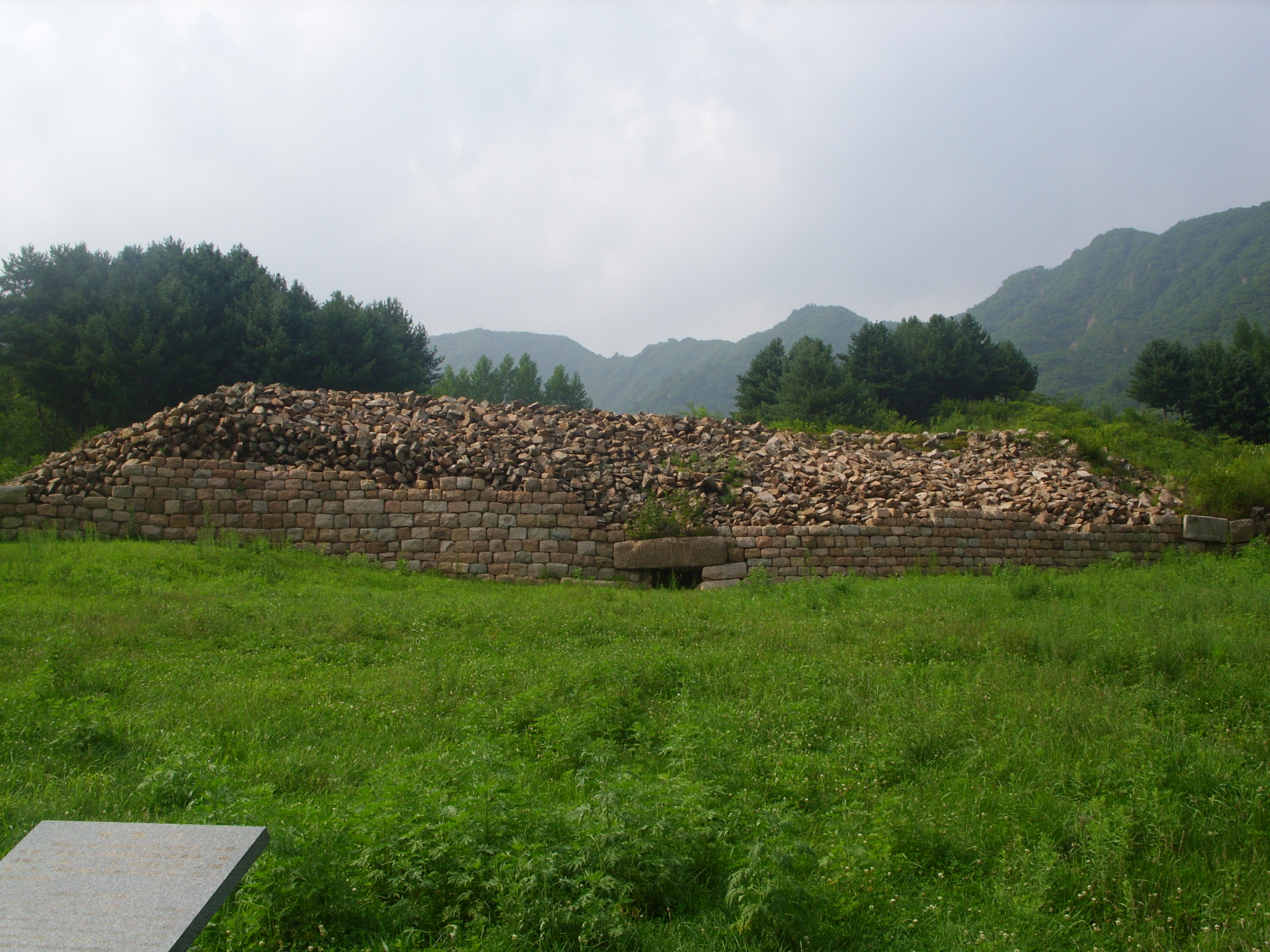
丸都城南側の城址

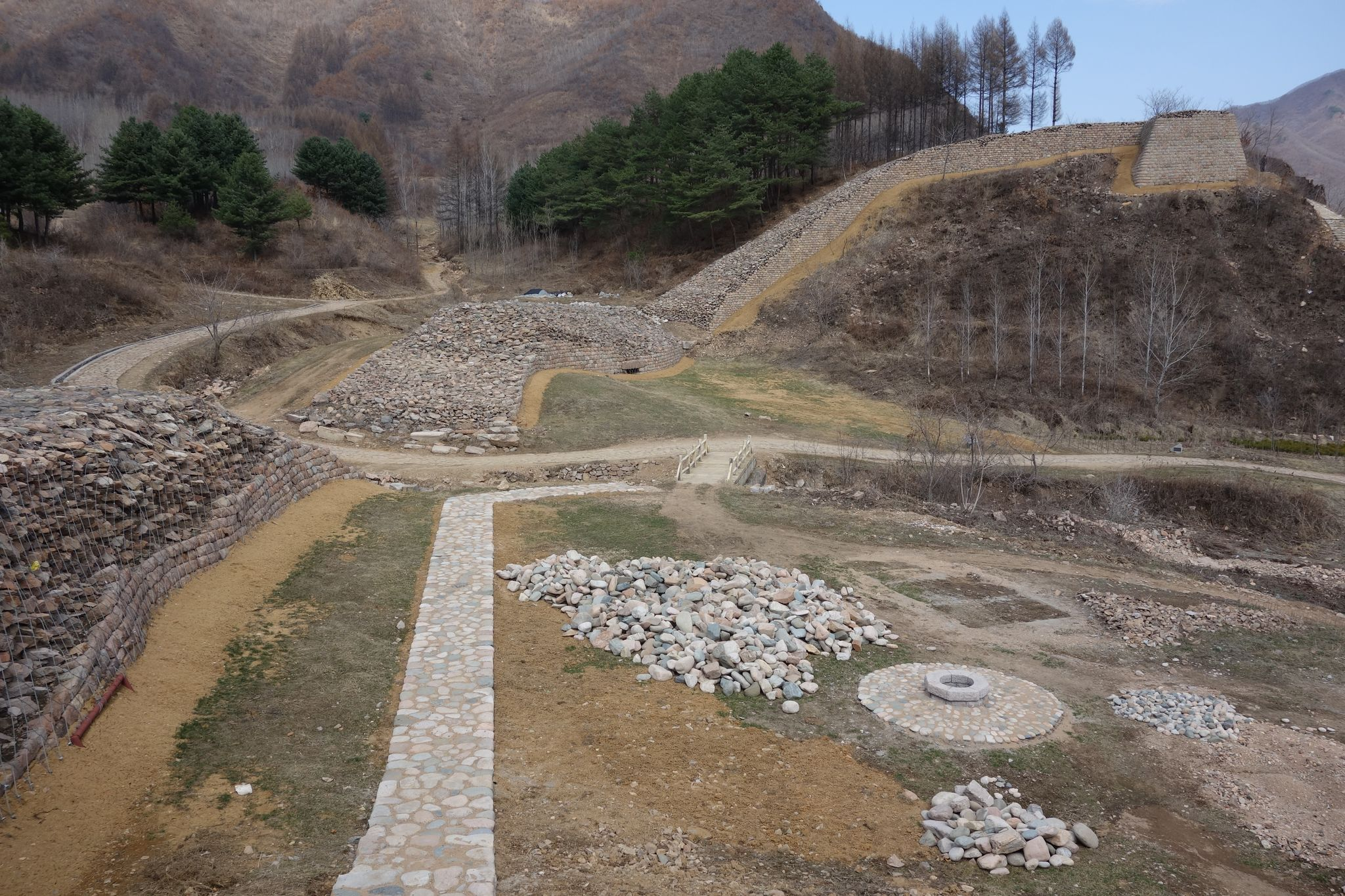
石垣が残る丸都城

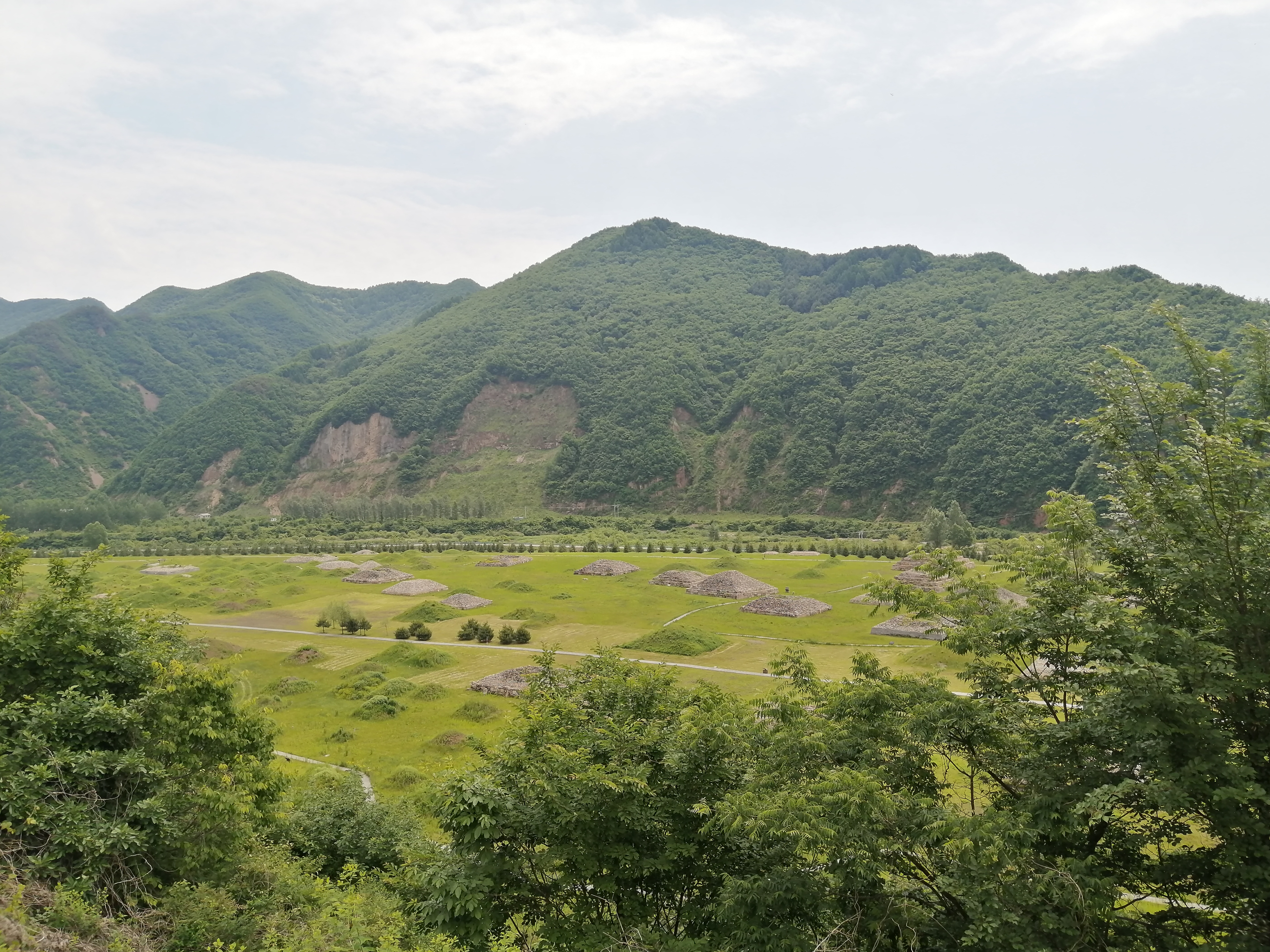
丸都城から見られる貴族の墓地

丸都城（がんとじょう、中国語: 丸都城、朝鮮語: 환도성）は、高句麗時代の史跡で、高句麗の第二の首都である国内城を守るために建てられた、山中の要塞とされる。現在の中国吉林省集安市に位置する。
この要塞は集安市の中心部から西へ2.5 kmに位置している。その歴史的重要性と優れた建築物により、近くの国内城と五女山城と共に、ユネスコの世界遺産「高句麗前期の都城と古墳」の一部になっている。

## 参照項目
- 高句麗後期の古墳群
- 集安市の文化と観光